# Robot articulado

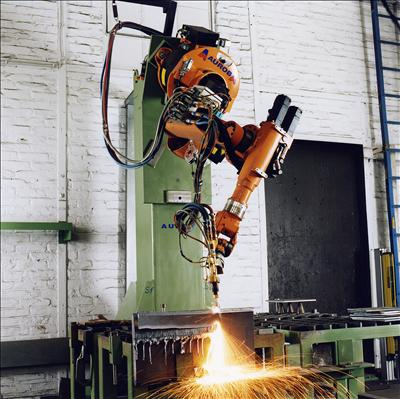
Un robot articulado KUKA

Un robot articulado es un robot cuyo brazo tiene alguna articulación rotatoria. Son accionados por distintos medios, como pueden ser motores eléctricos, o sistemas neumáticos.

## Campos de uso
Los robots articulados son muy útiles en el dominio de la industria. Permitiendo realizar operaciones de soldadura, de montaje, de mecanizado, y de pintura entre otras.